# Crocomela volitans
Crocomela volitans là một loài bướm đêm thuộc phân họ Arctiinae, họ Erebidae.